# Không quân

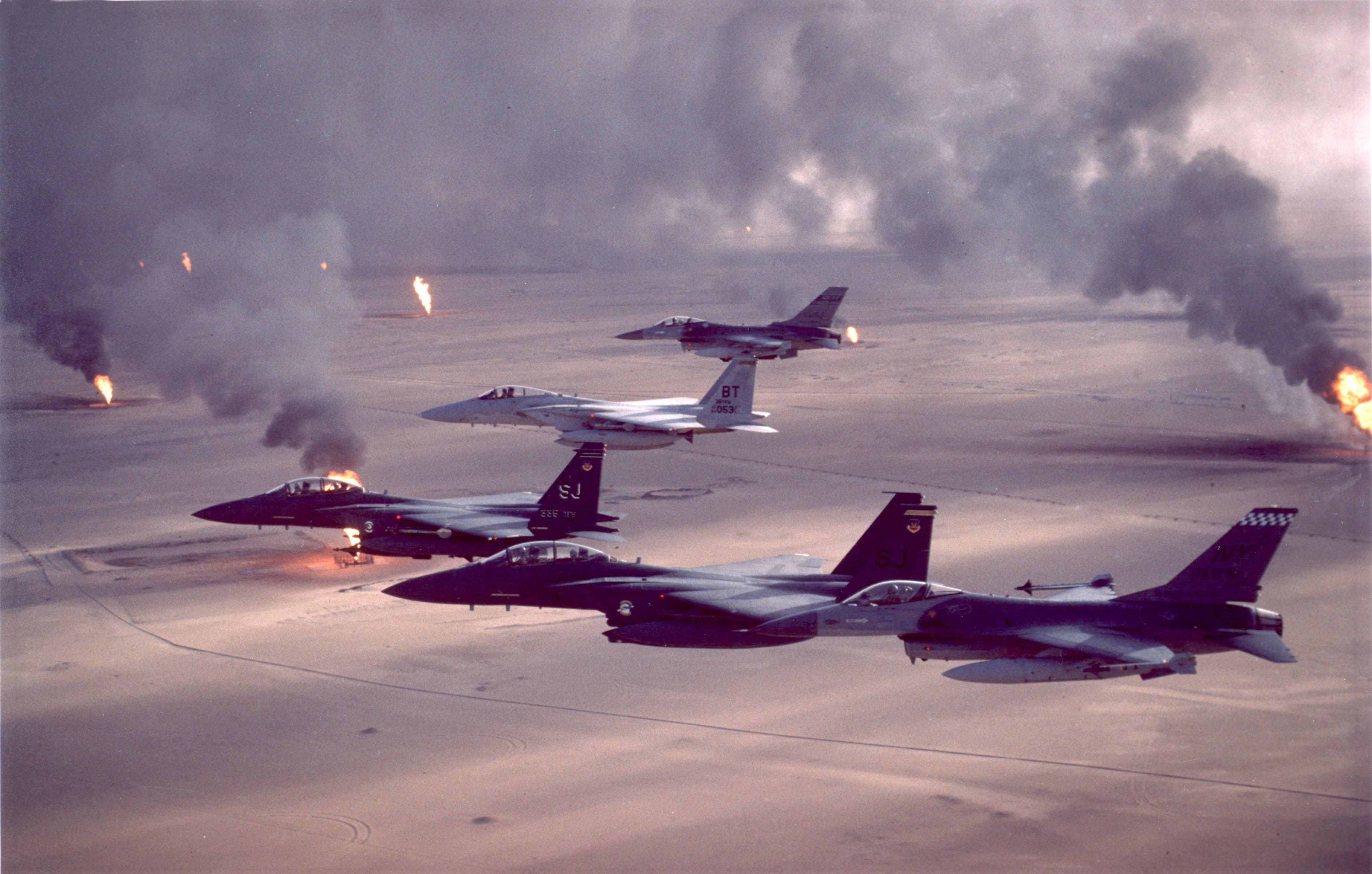
Các máy bay F-16A, F-15C, F-15E của Không quân Hoa Kỳ trong chiến dịch Bão táp sa mạc

Không quân là một thành phần biên chế của quân đội là lực lượng giữ vai trò quan trọng, được tổ chức để tác chiến trên không; có hỏa lực mạnh, tầm hoạt động xa và là phần cơ động nhất của quân đội.
Không quân có thể chia thành:
- Không quân của Không quân
- Không quân của Hải quân
- Không quân của Lục quân
- Không quân của Cảnh sát

Không quân có khả năng độc lập hoặc hiệp đồng tác chiến với các lực lượng khác. Theo chức năng nhiệm vụ, có không quân: tiêm kích, tiêm kích-ném bom, ném bom, cường kích, trinh sát, vận tải...
Trong quân đội ở các nước có tiềm lực quân sự mạnh, lực lượng không quân chia thành:
- Không quân tiêm kích: VD như F-16, MiG-21, MiG-29, Su-22, Su-27, Su-30, Su-57,...
- Không quân cường kích: VD như Su-25K, P-38 Lightning, Ilyushin Il-2, A-10 Thunderbolt II, SEPECAT Jaguar,...
- Không quân vận tải: VD như Il-76TD, C-141 Starlifter, Airbus A400M, Airbus A310 MRTT,...
- Không quân trinh sát
- Không quân trực thăng: VD như Mil Mi-8, Mil Mi-17, MD-500, Ka-28, Ka-32,...
- Các đơn vị chỉ huy, bảo đảm.

Nhiều lực lượng không quân trên thế giới còn bao gồm binh chủng hàng không vũ trụ quân sự, tên lửa liên lục địa và thiết bị thông tin. Một số lực lượng không quân có thể bao gồm các khí tài bảo vệ bầu trời khác như pháo phòng không, tên lửa đất đối không hay các hệ thống tên lửa đánh chặn, cảnh báo và các hệ thống phòng vệ khác.
Phần lớn các quốc gia có lực lượng không quân độc lập – Quân chủng Không quân – tương đương với Lục quân và Hải quân. Tuy vậy điều này không ngăn cản lục quân và hải quân xây dựng thành phần tác chiến trên không riêng để hỗ trợ hoạt động. Ví dụ tiêu biểu là quân đội Mỹ, lực lượng hải quân có bộ phận không quân rất mạnh mà căn cứ chủ yếu là các tàu sân bay; lực lượng lục quân phát triển thành phần trực thăng thành phương tiện di chuyển và chiến đấu hiệu quả. Với Quân đội Canada, Không quân điều hành tất cả các máy bay quân sự, kể các khi các máy bay thuộc phiên chế các đơn vị Lục quân.

## Lịch sử
Phương tiện tiến công đường không đầu tiên đánh dấu là sự kiện tại cuộc chiến chống quân xâm lược Napoleon 1812 tại Mascow, kinh khí cầu có người điều khiển của Nga được dùng để ném bom quân Thập tự viễn chinh Pháp ở ngoại ô đã góp phần chiến lược vào sự thất bại của Napoleon tại đây.
Lực lượng không quân đầu tiên trên thế giới là hàng không quân sự của lục quân Pháp thành lập năm 1910, lực lượng này sau đó trở thành quân chủng không quân. Khinh khí cầu, phát triển từ thế kỷ 19 đáng kể là ở Pháp và Mỹ, không thực sự gọi là không quân. Trong Chiến tranh thế giới thứ nhất, Đức, Ý, Pháp và Anh có lực lượng không quân đáng kể gồm máy bay chiến đấu (tiêm kích) và máy bay oanh tạc (oanh tạc cơ).
Lực lượng không quân độc lập đầu tiên trên thế giới là Không quân Hoàng gia Anh (Royal Air Force – RAF). Ngày 1 tháng 4 năm 1918, lực lượng này ra đời với sự hợp nhất của Lực lượng hàng không của Hải quân Hoàng gia Anh và các quân đoàn máy bay của Quân đội Hoàng gia Anh. RAF sử dụng quân phục có màu sáng hơn quân phục xanh da trời của Hải quân Hoàng gia và có hệ thống cấp bậc khác nhiều lục quân và hải quân.
Sau Chiến tranh thế giới thứ nhất, Đức bị cấm phát triển không quân theo quy định của Hiệp ước Versailles. Năm 1935, Đức phá bỏ quy định này, thành lập lực lượng không quân (Luftwaffe). Không quân Ý (Regia Aeronautica) trở thành lực lượng độc lập năm 1923, trong khi mãi đến giữa thập niên 1930 Pháp mới có quân chủng không quân tách biệt khỏi lục quân. Không quân Xô viết gần như vô danh mãi đến 1924, còn các quân đoàn không quân Hoa Kỳ chỉ giành được tự chủ một phần khi quân chủng không quân ra đời năm 1941, vài tháng trước sự kiện Trân Châu Cảng. Không quân Hoa Kỳ trở thành quân chủng độc lập năm 1947.
Trong thập niên 1930, không quân bắt đầu được sử dụng vào các hoạt động ném bom chiến lược phá hoại cơ sở hạ tầng của đối thủ, đi đầu là Nhật và Đức tiến hành ở Trung Quốc và trong nội chiến Tây Ban Nha. Trong Chiến tranh thế giới thứ hai, vai trò của máy bay ném bom được hoàn thiện. Các cuộc đột kích không quân bằng hàng ngàn oanh tạc cơ cùng lúc không phải là hiếm. Sự phát triển máy bay tiêm kích thực hiện phi vụ bất kể ngày hay đêm là nhằm ngăn chặn những oanh tạc cơ kể trên. Một trong những sự kiện cuối cùng trong Chiến tranh thế giới thứ hai là pháo đài bay B-29 của Mỹ thả hai quả bom nguyên tử xuống hai thành phố Hiroshima và Nagasaki của Nhật Bản vào tháng 8 năm 1945.
Cùng với sự ra đời của Chiến tranh Lạnh, cả Không quân Hoa Kỳ và sau đó là Không quân Xô viết xây dựng lực lượng máy bay ném bom chiến lược có khả năng mang bom hạt nhân. Một số kỹ thuật hiện đại được phát triển và sử dụng rộng rãi trong thời gian này là tiếp dầu trên không, động cơ phản lực, tên lửa và máy bay trực thăng.
Trung Quốc, ban đầu với sự giúp đỡ của Liên Xô, đã hình thành một lực lượng không quân đồ sộ độc lập với lục quân. Hoa Kỳ và Liên Xô cung cấp rất nhiều máy bay cho các nước trong hệ thống ảnh hưởng của họ.
Trong thập niên 1960, Canada, khác với xu hướng chung, sáp nhập quân chủng không quân vào lục quân và hải quân, hình thành lực lượng chung là Quân đội Canada (Canadian Armed Forces) với đồng phục chung màu xanh lá cây. Đây là trường hợp hãn hữu và gần đây lực lượng không quân (cũng như hải quân) của Canada đã quay lại với các biểu hiện riêng.
Lực lượng không quân Việt Nam là một thành phần của quân chủng phòng không-không quân ngày 24 tháng 1 năm 1959. Năm 1977, lực lượng này trở thành quân chủng độc lập - Không quân Nhân dân Việt Nam đến năm 1999 thì quay trở lại Quân chủng phòng không-không quân.
Theo bảng xếp hạng của tạp chí lâu đời nhất thế giới chuyên về hàng không - Flight International, sức mạnh quân sự của lực lượng không quân của 10 quốc gia đứng đầu thế giới gồm:
1. Ví trị thứ nhất là Không quân Mỹ, khi lực lượng này đang nắm giữ 78% tổng số máy bay chiến đấu được chế tạo trên thế giới. Mỹ đang nắm giữ một số lượng lớn máy bay tiếp nhiên liệu, chỉ tính riêng Không quân Mỹ thì con số này đã lên tới 586 chiếc, nhiều hơn hẳn so với máy bay ném bom. Mỹ hiện có 13.717 thiết bị bay quân sự.
2. Vị trí thứ hai là Không quân Nga. Nga hiện đang nắm giữ 3.547 phi cơ, chiếm 7% tổng số lượng máy bay chiến đấu hiện có trên toàn thế giới.
3. Vị trí thứ ba là Không quân Trung Quốc. Hiện Trung Quốc có hơn 1.500 chiến đấu cơ và hơn 800 trực thăng, bao gồm 105 chiếc trực thăng tấn công. Bắc Kinh hiện có 2.942 máy bay quân sự, chiếm 6% tổng số lượng máy bay chiến đấu của thế giới.
4. Vị trí thứ tư là lực lượng Không quân Ấn Độ với 2.086 máy bay.
5. Vị trí thứ năm là lực lượng Không quân Nhật Bản với 1.590 máy bay.
6. Vị trí thứ sáu là lực lượng Không quân Hàn Quốc với 1.429 máy bay.
7. Vị trí thứ bảy là lực lượng Không quân Pháp với tổng cộng 1.282 máy bay và trực thăng chiến đấu, chiếm 2% tổng số lượng trên toàn thế giới.
8. Vị trí thứ tám là lực lượng Không quân Ai Cập với 1.133 máy bay.
9. Vị trí thứ chín là lực lượng Không quân Thổ Nhĩ Kỳ với trên 1.000 máy bay.
10. Vị trí thứ mười là lực lượng Không quân Triều Tiên với 944 máy bay chiến đấu.